# Roger Vaughan
Roger William Bede Vaughan, O.S.B. (Herefordshire, 9 de janeiro de 1834 - Liverpool, 18 de agosto de 1883) foi um religioso britânico e arcebispo católico romano de Sydney.

## Biografia

### Vida

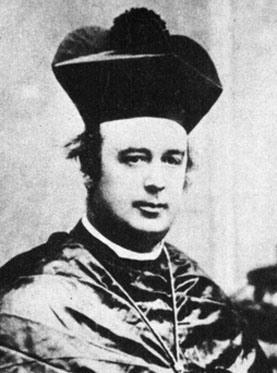
Roger Vaughan

Vaughan nasceu perto de Ross-on-Wye, Herefordshire, em 1834, um dos 14 filhos. Seu pai, o tenente John Francis Vaughan, pertencia a uma das mais antigas famílias recusantes de ascendência galesa na Inglaterra. Sua mãe era Louisa Elizabeth Rolls, uma convertida ao catolicismo romano. Seu irmão era o cardeal Herbert Vaughan. A maioria de seus irmãos entrou para o ministério da igreja.
Vaughan provavelmente sofria de cardiopatia congênita. Aos seis anos de idade, foi enviado para um internato em Monmouth por três anos, mas sua saúde se mostrou frágil e, por alguns anos, recebeu aulas particulares em casa. Aos sete anos, foi enviado brevemente para uma escola local, mas sua mãe se preocupou com sua saúde e ele foi educado em casa, em um ambiente religioso. Em setembro de 1851, foi enviado para o Colégio St. Gregory, da ordem beneditina, em Downside, Somerset. A morte de sua mãe, em 1853, o levou a pensar seriamente em uma vocação religiosa e, em 12 de setembro de 1853, ele tomou o hábito beneditino e o nome religioso " Bede ".
Em 1855, a pedido e às custas de seu pai, Vaughan foi enviado a Roma para estudos posteriores sob a orientação do estudioso e reformador italiano Angelo Zelli-Jacobuzzi. Quando o futuro Eduardo VII visitou Roma, o jovem monge serviu como seu cicerone.  Ele permaneceu lá por quatro anos, vivendo no mosteiro de São Paulo Fora dos Muros. Ele foi ordenado sacerdote pelo Cardeal Patrizi na Basílica de São João de Latrão em 9 de abril de 1859.

### Sacerdócio
Ele retornou a Downside em agosto do mesmo ano e, em 1861, foi nomeado professor de metafísica e filosofia moral em St. Michael's, Belmont, Herefordshire. Um ano depois, foi eleito prior do capítulo diocesano de Newport e Menevia e superior de Belmont, cargos que ocupou por mais de uma década.
Ele contribuiu para as principais resenhas e publicou sua obra literária mais importante, sua Vida de São Tomás de Aquino, em 1872. Em 1865, ele conheceu o arcebispo John Bede Polding, que várias vezes pediu a Vaughan para ser bispo coadjutor, e em 5 de fevereiro de 1873, Vaughan concordou e foi nomeado coadjutor de Sydney e bispo titular de Nazianzo. O cardeal Henry Edward Manning consagrou Vaughan ao episcopado em março daquele ano em Liverpool. 

### Bispo Coadjutor de Sydney
Vaughan chegou a Sydney em 16 de dezembro de 1873 e imediatamente se dedicou a dois movimentos importantes: o fornecimento de educação para crianças católicas e a reconstrução da Catedral de Santa Maria, que havia sido danificada por um incêndio anterior. 
A partir de 1874, Vaughan também atuou como reitor do St John's College.
Em 1876, ele entrou em conflito com os maçons em conexão com um discurso proferido em 9 de outubro intitulado "Hidden Springs", que acusava os maçons de uma conspiração para subverter a religião e assumir o controle do sistema educacional.

### Arcebispo de Sydney
Ele se tornou arcebispo de Sydney após a morte do arcebispo Polding, em 16 de março de 1877. Em 1880, Henry Parkes aprovou uma lei educacional segundo a qual a ajuda governamental à educação denominacional cessou no final de 1882. Vaughan instou os católicos a trabalharem contra esta lei.
Ele iniciou movimentos em direção à fundação do Seminário de St. Patrick, em Manly, cuja construção começou logo após sua morte.
Vaughan enfrentou resistência da hierarquia júnior e do sacerdócio, majoritariamente católicos irlandeses, na Austrália, que apoiavam uma igreja baseada no modelo devocional, penitencial e autoritário idealizado pelo cardeal irlandês Paul Cullen . Apesar das políticas declaradas da Lei de Emancipação Católica de 1829 , o clero do Seminário Maynooth, formado em grande parte por irlandeses, foi educado para pensar nos refinados bispos católicos ingleses em termos sectários e atávicos . Eles também sentiam fortemente que a forma de igreja defendida pelos beneditinos era menos adequada à maioria dos adeptos católicos irlandeses do que a forma cullenista.
As severas Leis Penais do século XVIII, aplicadas pelos parlamentos irlandeses durante a Ascensão Britânica e Anglo-Irlandesa, e as lutas religiosas sectárias intermitentes desde o Ato de Supremacia de 1559 geraram profundo ressentimento entre alguns colonos irlandeses e ingleses. As consequências da dissolução dos mosteiros durante a Reforma deixaram Vaughan profundamente comprometido com a visão primordial de restaurar o monasticismo em terras de língua inglesa, como esta nova igreja na Austrália.
Esta não era uma visão que os autores da forma devocional autoritária e revivida do catolicismo na Irlanda previram para a diáspora católica irlandesa na Austrália, Nova Zelândia ou América do Norte. A Irlanda havia conseguido preservar diversas fundações monásticas pré-Reforma, além de fundar o Colégio Irlandês em Roma. Esta foi uma batalha ideológica que Vaughan travou através de seu episcopado, cujo resultado não seria amplamente determinado até que seu sucessor, o Cardeal Patrick Francis Moran, sobrinho de Paul Cullen e ávido devoto de sua visão, fosse nomeado.

### Morte
Vaughan deixou Sydney pela última vez em 19 de abril de 1883, com a intenção de retornar a Roma. Ele chegou a Liverpool e morreu nas proximidades, em Ince Blundell Hall , a sede de seus parentes Weld-Blundell , em 18 de agosto, onde foi enterrado no jazigo da família. Seus restos mortais foram transladados para Belmont em 1887 e enterrados novamente na cripta da Catedral de Santa Maria em agosto de 1946. Vaughan deixou o restante de sua propriedade, avaliada para inventário em £ 61.828, para seu sucessor.